# Carol Rich
Pour les articles homonymes, voir Rich.
 (mai 2010).
Si vous disposez d'ouvrages ou d'articles de référence ou si vous connaissez des sites web de qualité traitant du thème abordé ici, merci de compléter l'article en donnant les références utiles à sa vérifiabilité et en les liant à la section « Notes et références ».
Carol Rich, de son nom de ville Anne-Lyse Corpataux, née Bérard le 25 février 1962 à Villorsonnens dans le canton de Fribourg, est une chanteuse suisse, connue pour sa participation à l'Eurovision de 1987.

## Biographie
Après des études de chant classique au conservatoire de Fribourg, elle participe pour la première fois aux épreuves suisse pour la sélection au Concours Eurovision de la chanson 1984. Elle y participe à nouveau en 1987 où elle remporte la sélection et finit 17e du concours, puis encore en 1991.
En 1990, elle part à Paris. Après une pause, elle relance sa carrière dès 1999.
Au début juin 2011, Carol sort un CD à deux titres : La Grand-Maman et La Chapelle de Harlem.
En février 2012, Carol sort un CD avec 14 titre, intitulé Country Pop, qu'elle enregistre avec la complicité d'Erick Bamy (connu comme choriste et collaborateur de Johnny Hallyday pendant plus de 25 ans et aussi par l'émission de M6 La France a un incroyable talent) ainsi que celle de la chanteuse québécoise Fabienne Thibeault, connue pour son rôle dans la comédie musicale Starmania.
Après plusieurs mois d'absence dus à une maladie, Carol Rich se produit à nouveau sur scène en 2014 aux côtés d'Alain Morisod.

## Discographie
- 1990 : Les Longs Jours
- 2000 : Veux-tu vivre avec moi
- 2003 : Adieu l'armailli !
- 2006 : Si c'était à revivre
- 2011 : La Grand Maman - La Chapelle de Harlem
- 2012 : Country pop